# RPython
RPython(←Restricted Python)은 파이썬 프로그래밍 언어의 부분 집합이다. PyPy를 개발하기 위해 개발되었다.
효율적인 정적 컴파일을 위해 기능을 제한하고 있다. 표준 파이썬과 다르게 정적 타입을 사용한다.
번역기를 이용하여 RPython 코드를 C, 자바 바이트코드, 공통 중간 언어와 같은 저급 언어로 변환할 수 있다. 인터프리터에 JIT 컴파일러를 만드는 생성기가 있다. 만들어진 JIT 컴파일러는 tracing JIT이다.

## 예제
아래의 예제는 Low Level RPython라는 강좌에 포함되어 있는 것을 옮긴 것이다.
```
# fib.py

def
 
fib
(
n
):

	
if
 
n
 
<
 
2
:

		
return
 
1

	
else
:

		
return
 
fib
(
n
-
1
)
 
+
 
fib
(
n
-
2
)

# entry point. Like C main()

def
 
main
(
argv
):

	
print
 
fib
(
int
(
argv
[
1
]))

	
return
 
0

def
 
target
(
*
args
):

	
return
 
main
,
 
None

```

RPython은 target이라는 함수가 돌려주는 함수에 대해 변환을 하므로 target을 반드시 정의해 줘야 한다.
target이 돌려주는 변환 대상인 함수는 명령줄에 주어진 값을 인수로 받고 정수값을 돌려주는 형태여야 한다.
이 예제를 실행해 보는 일은
PyPy를 소스로부터 만드는 과정과 완전히 같은 것이다. 단지 대상만 PyPy 자신이 아니라 fib.py로 바뀌는 것이다.
```
pypy <PyPy 소스 디렉토리>/rpython/bin/rpython fib.py

```

또는 CPython를 사용해서
```
python <PyPy 소스 디렉토리>/rpython/bin/rpython fib.py

```

라고 해도 된다.
RPython은 엄청난 양의 출력을 쏟아 내면서 변환 과정을 진행한다.
컴퓨터의 성능에 따라 다르겠지만, 수십 초에서 길면 수 분도 걸리는 작업이다.
최종적으로 fib-c(윈도에서는 fib-c.exe)라는 파일을 만들어 낸다.
당연히 이 최종결과를 얻으려면 컴퓨터에 C 컴파일러가 설치되어 있어야 한다.

## 같이 보기
- PyPy